# Dolok Selingkambing
Dolok Selingkambing är en kulle i Indonesien.   Den ligger i provinsen Aceh, i den västra delen av landet, 1 600 km nordväst om huvudstaden Jakarta. Toppen på Dolok Selingkambing är 180 meter över havet. Dolok Selingkambing ligger på ön Pulau Simeulue.
Terrängen runt Dolok Selingkambing är platt åt nordväst, men åt sydost är den kuperad. Havet är nära Dolok Selingkambing norrut.Runt Dolok Selingkambing är det ganska tätbefolkat, med 58 invånare per kvadratkilometer. I omgivningarna runt Dolok Selingkambing växer i huvudsak städsegrön lövskog.